# Antonio Asencio Lozano
Antonio Asencio Lozano (f. 1939) fue un político y sindicalista español.

## Biografía
Oriundo de Elche, era un destacado militante del Partido Socialista Obrero Español (PSOE) en Elche y también estaba afiliado a la Unión General de Trabajadores (UGT). Colaboraba con el semanario El Obrero. Tras el estallido de la Guerra civil pasó a formar parte del comisariado político del Ejército Popular de la República, ejerciendo como comisario de la 110.ª Brigada Mixta. Habría fallecido en marzo de 1939, durante el golpe de Casado.